# 粟屋元隆
粟屋 元隆（あわや もとたか）は、戦国時代の武将。若狭武田氏の家臣。始め住吉大社宮司。後陽成天皇の曽祖父にあたる。

## 略歴
粟屋賢家の子である笑鴎軒悦岑の嫡男として誕生。
若狭武田氏の有力家臣で小浜代官を務め、大永年間には霞美ヶ城を築いた。
天文7年（1538年）、主君・武田元光の弟である信孝を擁して謀反を起こすも、元光の子・信豊と戦って敗れた。

## 系譜
- 父：笑鴎軒悦岑
- 母：不詳
- 妻：勧修寺尚顕娘
- 生母不明の子女
  - 女子：元子 - 勧修寺晴右正室